# Bysjön, Hedemora kommun
Bysjön, även kallad Lushavet, är en sjö i Västerby, Hedemora kommun i Dalarna och ingår i Dalälvens huvudavrinningsområde.